# Canal & River Trust
La Canal & River Trust (gallese: Glandŵr Cymru) è una ONG inglese che gestisce più di 3000 chilometri di canali e fiumi in Inghilterra e in Galles. Fondata il 12 luglio 2012, prese il controllo dei fiumi e canali già controllati dalla agenzia governativa British Waterways.

## Storia
Il concetto di un'unione per controllare i fiumi inglesi nacque già negli anni '60 con Robert Aickman, futuro co-fondatore della Inland Waterways Association, per proteggere il futuro dei fiumi e canali britannici.
L'idea venne ripresa nel 2008 con la British Waterways in risposta ai tagli dei finanziamenti per le sovvenzioni, al calo delle entrate dopo la crisi finanziaria del 2007-2008 e alle crescenti richieste da parte dei navigatori per avere controllo sui fiumi e canali.
Il 18 maggio 2009, la British Waterways presentò il progetto per convertire lo statuto dell'azienda da governativa a senza scopo di lucro alla camera dei comuni, progetto approvato dai tre partiti principali del Regno Unito.
Questo progetto venne accolto con forti obiezioni dai navigatori dei canali inglesi e dalle parti interessati. Nonostante ciò, nel 2009 la British Waterways pubblicò un ulteriore documento che promosse ancora l'idea di trasformare l'azienda governativa in privata.
In vista delle elezioni del 2010, il Partito inglese Laburista ha annunciato la decisione di mettere nel suo manifesto il progetto di rendere la British Waterways un'azienda privata per "dare a più persone la partecipazione ad un bene d'interesse nazionale".
Le elezioni vennero vinte dal Partito Laburista, che iniziò a lavorare per trasformare la British Waterways in un'azienda privata.
Tra il marzo e il luglio 2011 il DEFRA pubblicò il documento che sanciva tutte le modifiche alla British Waterways, facendola diventare un'azienda non governativa sotto il controllo della Environment Agency (un'altra azienda pubblica) e la abolizione della Inland Waterways Association.
Nell'ottobre 2011, la British Waterways pubblicò un nuovo logo e un nuovo nome per la azienda non governativa. In aprile la Canal & River Trust nacque e divenne una associazione non a scopo di lucro e in luglio dello stesso anno ottenne l'approvazione del parlamento.
Il 2 luglio 2012 la British Waterways venne sciolta: la gestione dei canali inglesi e gallesi venne data alla Canal & River Trust, e quella dei fiumi scozzesi alla Scottish Canals.

## Accesso ai canali e agli alaggi
I canali gestiti dalla Canal & River Trust possono essere usati da barche, canoe e altri attrezzi che possono navigare sull'acqua acquistando una licenza.
I pedoni e i ciclisti possono camminare sulla rete di alaggi che costeggiano i canali senza pagare una tassa. Le carrozze a traino animale non possono transitare sugli alaggi, a meno che l'alaggio non sia anche un'ippovia. L'accesso ai veicoli a motore è vietato.

## Partner
La Canal & River Trust ha tre partner:
- Google, con cui collaborò per segnare gli alaggi sul servizio di mappe Google Maps.[9]
- La People's Postcode Lottery inglese donò 1 milione di sterline (circa 1.160.000€) alla Canal & River Trust per la salvaguardia dei canali e dei fiumi
- La The Co-operative Bank e la Canal & River Trust collaborano assieme per fornire prodotti finanziare per lo scopo di sostenere il lavoro della Canal & River Trust